# 蒙泰科皮奥洛
蒙泰科皮奥洛（義大利語：Montecopiolo），是意大利里米尼省的一个市镇。总面积35.74平方公里，人口1241人，人口密度34.7人/平方公里（2008年）。ISTAT代码为041033。
2021年6月17日，该市镇脱离佩薩羅和烏爾比諾省并加入里米尼省。